# Kalley (Niamey)

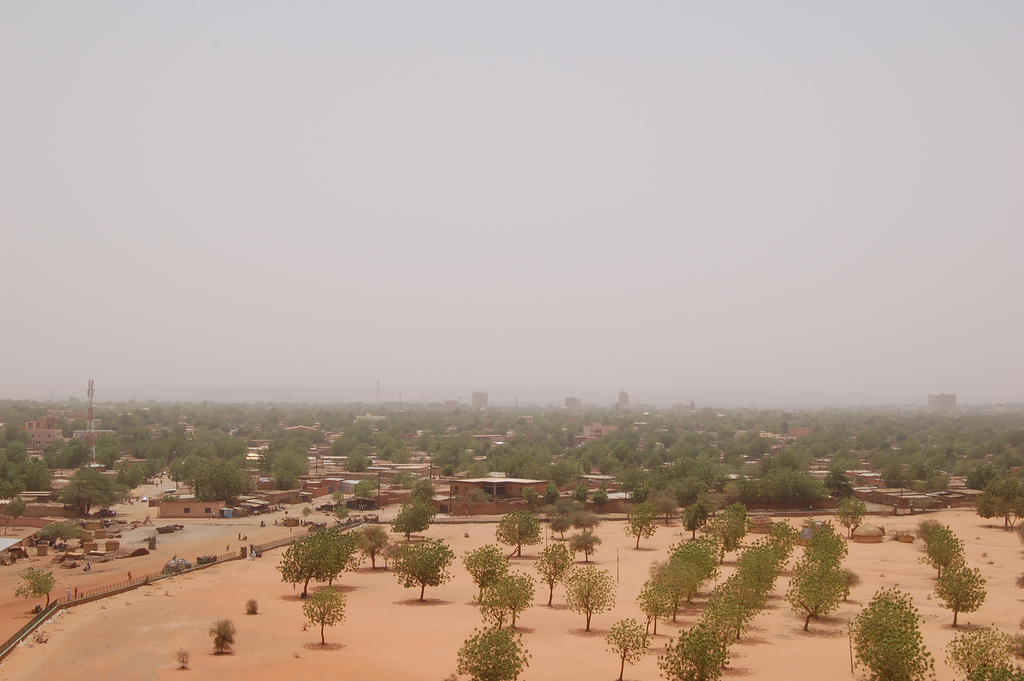
Blick von der Großen Moschee von Niamey auf Kalley (2006)

Kalley ist ein Stadtteil von Niamey in Niger.

## Geographie

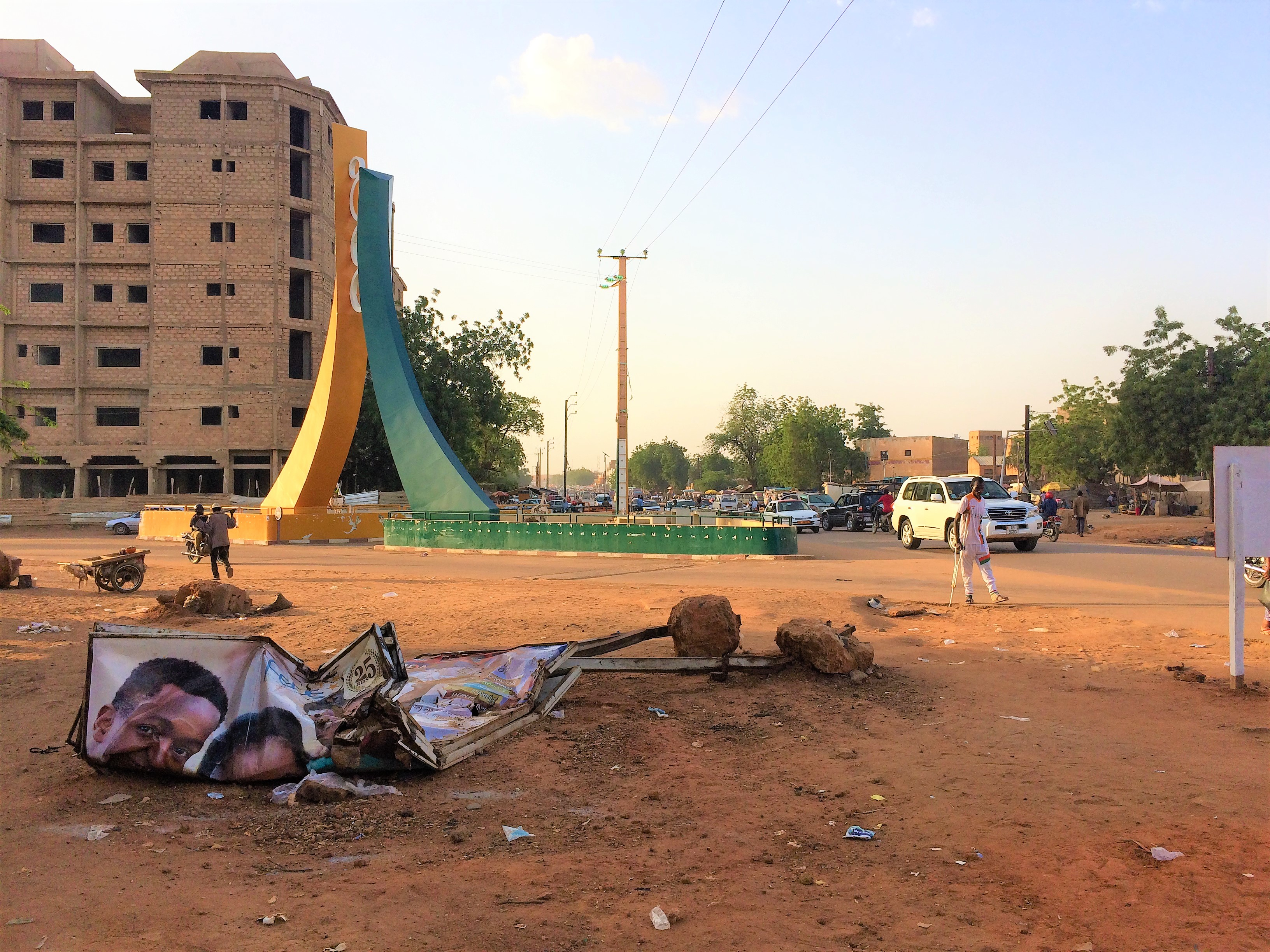
Die nach Adamou Moumouni Djermakoye benannte Verkehrsfläche Place Adamou Moumouni Djermakoye an der Grenze der Stadtviertel Kalley Centre, Kalley Est und Lacouroussou (2018)

Der Stadtteil liegt im Zentrum von Niamey und gehört administrativ zum Arrondissement Niamey III. Er umfasst neben den Stadtvierteln (quartiers) Kalley Centre, Abidjan (Kalley Nord), Kalley Est und Kalley Sud die Stadtviertel Collège Mariama (Sabongari), Lacouroussou und Nouveau Marché. Am Rand von Kalley befindet sich das Parlamentsgebäude der Nationalversammlung.

## Geschichte
Die Zarma-Siedlung Kalley wurde möglicherweise zu Beginn des 19. Jahrhunderts gegründet. Der Ortsname lässt sich von der Ethnie Kallé herleiten, einer Untergruppe der Zarma. Der Rang, am Anfang der Besiedlungsgeschichte von Niamey zu stehen, ist zwischen Gruppen aus Kalley, Goudel, Maourey, Saga und Yantala strittig. Nach der Version der Zarma verließ ein Kallé wegen Familienstreitigkeiten um Land die Region Zarmaganda. Er bat im Dorf Goudel um Felder, die er, gelegen zwischen den Siedlungen Yantala und Gamkalley Sébanguey, erhielt. Der Mann trug seinen Sklaven in der Sprache Zarma auf: wa gnam ne, wa gnam ne („erschließt das Land hier, erschließt das Land dort“). Aus diesem Ausspruch hätte sich mit der Zeit der Ortsname Niamey herausgebildet.
Die eigentliche Stadt Niamey wurde erst zu Beginn des 20. Jahrhunderts gegründet. In den 1930er Jahren bildete Kalley neben Gawèye, Koira Tagui, Maourey und Zongo eines der damals fünf Stadtviertel. Als die Bevölkerung Niameys Anfang der 1950er Jahre stark wuchs, war Kalley das einzige der alten Stadtviertel, das angrenzend noch Raum für Expansion bot. So entstanden als Erweiterung neue Viertel wie Nouveau Marché.

## Infrastruktur
Kalley zählt zu den ärmsten Stadtteilen von Niamey. Hier leben viele Bettler. Die Wohnhäuser in Kalley sind üblicherweise Lehmziegelbauten ohne jeden Komfort. Gekocht wird im Freien. Es gibt kein Fließwasser und entsprechend auch keine Duschen und Wasserklosetts.